# Ikegami Tsushinki
Ikegami Tsushinki Co., Ltd. (яп. 池上通信機株式会社) — японський виробник професійного та мовного телевізійного обладнання високої якості. Основну частку у виробництві займають репортажні та студійні камери.
Виробляє також устаткування для промислового відеоспостереження.